# Chaerephon bivittatus
Chaerephon bivittatus es una especie de murciélago de la familia Molossidae.

## Distribución geográfica
Se encuentra en Sudán, Eritrea, Etiopía, Uganda, Kenia, Tanzania, Zambia, Mozambique y Zimbabue.